# خاطرة
الخاطرة  من الأنواع النثرية الحديثة التي نشأت في حضن الصحافة ولكنها تختلف عنها من عدة أوجه:
فالخاطرة ليست فكرة ناضجة وليدة زمن بعيد ولكنها فكرة طارئة. وليست فكرة تعرض من كل الوجوه بل هي مجرد لمحة.
هي مقال قصير يخلو من كثرة التفصيلات يعرض فيها الكاتب فكرة حول موضوع ما، ذاتياً أو موضوعياً.
صفات الخاطرة :
1. قصر حجمها
2. لا تحتاج إلى إعداد مسبق
3. لا تحتاج إلى أدله وبراهين عقلية أو نقلية
4. تعتمد على الانفعال الوجداني والتدفق العاطفي
5. تحتاج إلى إيجاز بسبب قصرها بشرط ألاّ يكون مخلاً
6. تكتب عادة تحت عنوان ثابت .

## بين الخاطرة و المقالة
ولقد ولدت الخاطرة في أحضان الصحافة، وارتقت بارتقائها، واستقرت في بعض أعمدتها، على الرغم من أن الخاطرة تلتقي مع المقالة على صفحات الصحف ،فأنها تختلف عنها من عدة أوجه نوجزها فيما يلي:
1. المقالة فكرة ناضجة ومدروسة ومعدة ذهنياً، والخاطرة فكرة عارضة طارئة لا إعداد فيها ولا تنظيم.
2. المقالة وليدة التفكير والتأمل والتدبر، والخاطرة وليدة الانفعال والتوتر والشعور.
3. المقالة أداة واع يهدف إلى الإقناع أولاَ، والخاطرة أداة انفعالي يهدف إلى التأثير.
4. المقالة تلتزم تقليداً معيناً (المقدمة والعرض والخاتمة)، والخاطرة لا تخضع لأي تقليد.
5. المقالة تستند إلى الشواهد والتمثيل والتدليل والتعليل لإثبات صدقية المطروح فيها، والخاطرة لا شواهد فيها ولا تمثيل؛ لأنها لا تقبل الأخذ والرد.
6. المقالة تشغل مساحة أكبر من تلك التي تشغلها الخاطرة التي تكتفي بعمود قصير في صحيفة.
7. المقالة تتطلب وضع عنوان مناسب، والخاطرة لا تتطلب ذلك دائماً.
8. المقالة يعلو فيها الفكر على العاطفة، والخاطرة تعلو فيها العاطفة على الفكر.